# Девід Гоґґ
Дéвід Мáйлз Гоґґ (англ. David Miles Hogg; нар. 12 квітня 2000, Лос-Анджелес, Каліфорнія, США) — американський громадський діяч, активіст за контроль над обігом зброї, автор книжок. 

## Життєпис
Народився 12 квітня 2000 року в Лос-Анджелесі, США. 2014 року його родина переїхала до Флориди, де Гоґґ навчався у школі Маржері Стоунмен Дуґлас і був дописувачем шкільної газети. 14 лютого 2018 року невідомий розпочав стрілянину у його школі. Девід, бувши свідком події, документував її на свій телефон. Стрілянину, в якій загинуло сімнадцятеро людей, розпочав сімнадцятирічний Ніколас Круз, колишній вихованець школи. Його було затримано того ж дня. Девід Гоґґ, разом з іншими учнями школи Маржері Стоунмен Дуґлас, організував акцію протесту, у якій школярі закликали владу обмежити вільне володіння зброєю, щоб запобігти подібним трагедіям. Гоґґ неодноразово звертався до посадових осіб з вимогою посилити контроль над обігом зброї. Він став одним із зачинателів студентської політичної організації «Ніколи знову», що ставила собі за мету запобігання насильства, спричиненого вогнепальною зброєю. Разом з іншими активістами, Девід Гоґґ з'явився на обкладинці часопису «Тайм» у квітні 2018 року.